# فالو لوي ترايان
فالو لوي ترايان هي قرية تقع في إقليم كونستانتا في رومانيا.

## السكان
حسب إحصائيات 2002 بلغ عدد سكان القرية 8823 نسمة.